# Rio Hillen
Rio Hillen (Amsterdam, 5 maart 2003) is een Nederlands voetballer van Braziliaanse afkomst die als verdediger voor NAC Breda speelt.

## Clubcarrière

### Ajax
Rio Hillen speelde in de jeugd van AFC, AZ en AFC Ajax, waar hij in 2019 een contract tot medio 2022 tekende. Hij debuteerde in het betaald voetbal voor Jong Ajax op 23 oktober 2020, in de met 1-5 gewonnen uitwedstrijd tegen MVV Maastricht. Hij kwam in de 90e minuut in het veld voor Terrence Douglas.

### De Graafschap
In juni 2022 maakte Hillen transfervrij de overstap naar De Graafschap.

## Clubstatistieken
Beloften
| Seizoen         | Club            | Competitie      | Competitie | Competitie | Beker | Beker | Internationaal | Internationaal | Totaal | Totaal |
| Seizoen         | Club            | Competitie      | Wed.       | Dlp.       | Wed.  | Dlp.  | Wed.           | Dlp.           | Wed.   | Dlp.   |
| --------------- | --------------- | --------------- | ---------- | ---------- | ----- | ----- | -------------- | -------------- | ------ | ------ |
| 2020/21         | Jong Ajax       | Eerste divisie  | 8          | 0          | 0     | 0     | —              | —              | 8      | 0      |
| 2021/22         | Jong Ajax       | Eerste divisie  | 17         | 0          | 0     | 0     | —              | —              | 17     | 0      |
| Club totaal     | Club totaal     | Club totaal     | 25         | 0          | 0     | 0     | 0              | 0              | 25     | 0      |
| Carrière totaal | Carrière totaal | Carrière totaal | 25         | 0          | 0     | 0     | 0              | 0              | 25     | 0      |

Bijgewerkt op 23 januari 2023.
Senioren
| Seizoen         | Club            | Competitie      | Competitie | Competitie | Beker | Beker | Internationaal | Internationaal | Totaal | Totaal |
| Seizoen         | Club            | Competitie      | Wed.       | Dlp.       | Wed.  | Dlp.  | Wed.           | Dlp.           | Wed.   | Dlp.   |
| --------------- | --------------- | --------------- | ---------- | ---------- | ----- | ----- | -------------- | -------------- | ------ | ------ |
| 2022/23         | De Graafschap   | Eerste divisie  | 36         | 2          | 3     | 0     | —              | —              | 39     | 2      |
| 2023/24         | De Graafschap   | Eerste divisie  | 16         | 0          | 0     | 0     | —              | —              | 16     | 0      |
| 2024/25         | De Graafschap   | Eerste divisie  | 39         | 2          | 2     | 0     | —              | —              | 41     | 2      |
| Club totaal     | Club totaal     | Club totaal     | 91         | 4          | 5     | 0     | 0              | 0              | 96     | 4      |
| Carrière totaal | Carrière totaal | Carrière totaal | 91         | 4          | 5     | 0     | 0              | 0              | 96     | 4      |

Bijgewerkt t/m 18 juni 2025. 